# Beilschmiedia kostermansiana
Beilschmiedia kostermansiana är en lagerväxtart som beskrevs av Robyns & Wilczek. Beilschmiedia kostermansiana ingår i släktet Beilschmiedia och familjen lagerväxter. Inga underarter finns listade i Catalogue of Life.